# Llinars del Vallès
Llinars del Vallès – gmina w Hiszpanii, w prowincji Barcelona, w Katalonii, o powierzchni 27,66 km². W 2011 roku gmina liczyła 9477 mieszkańców.